# Holux
Holux Technology Inc.（長天科技股份有限公司）は、台湾のGPSモジュールメーカーである。

## 会社概要
GPSロガーなどのGPS関連製品を開発・販売している会社。
| スタブアイコン | サブスタブ | この項目は、まだ閲覧者の調べものの参照としては役立たない、企業に関連した書きかけの項目です。この項目を加筆・訂正などしてくださる協力者を求めています（PJ:経済）。 |